# 誰かが君を愛してる
「誰かが君を愛してる」（だれかがきみをあいしてる）は、木根尚登が1997年11月1日にリリースした8枚目のシングル。

## 概要
表題曲はテレビ朝日系「目撃!ドキュン」エンディング・テーマ。C/W「友よ、風に抱かれて」はNHK総合「ふるさとの仲間たち」のエンディング・テーマ。ギターは是永巧一。2曲ともアルバム『The Beginning Place〜始まりの場所〜』に収録。本作のカラオケ・バージョンは「Instrumental」と表記された。

## 収録曲
作曲：木根尚登
1. 誰かが君を愛してる
  - 作詞：売野雅勇　編曲：嶋田陽一
2. 友よ、風に抱かれて
  - 作詞：木根尚登　編曲：西脇辰弥
3. 誰かが君を愛してる （Instrumental）